# Аксессуар в одежде

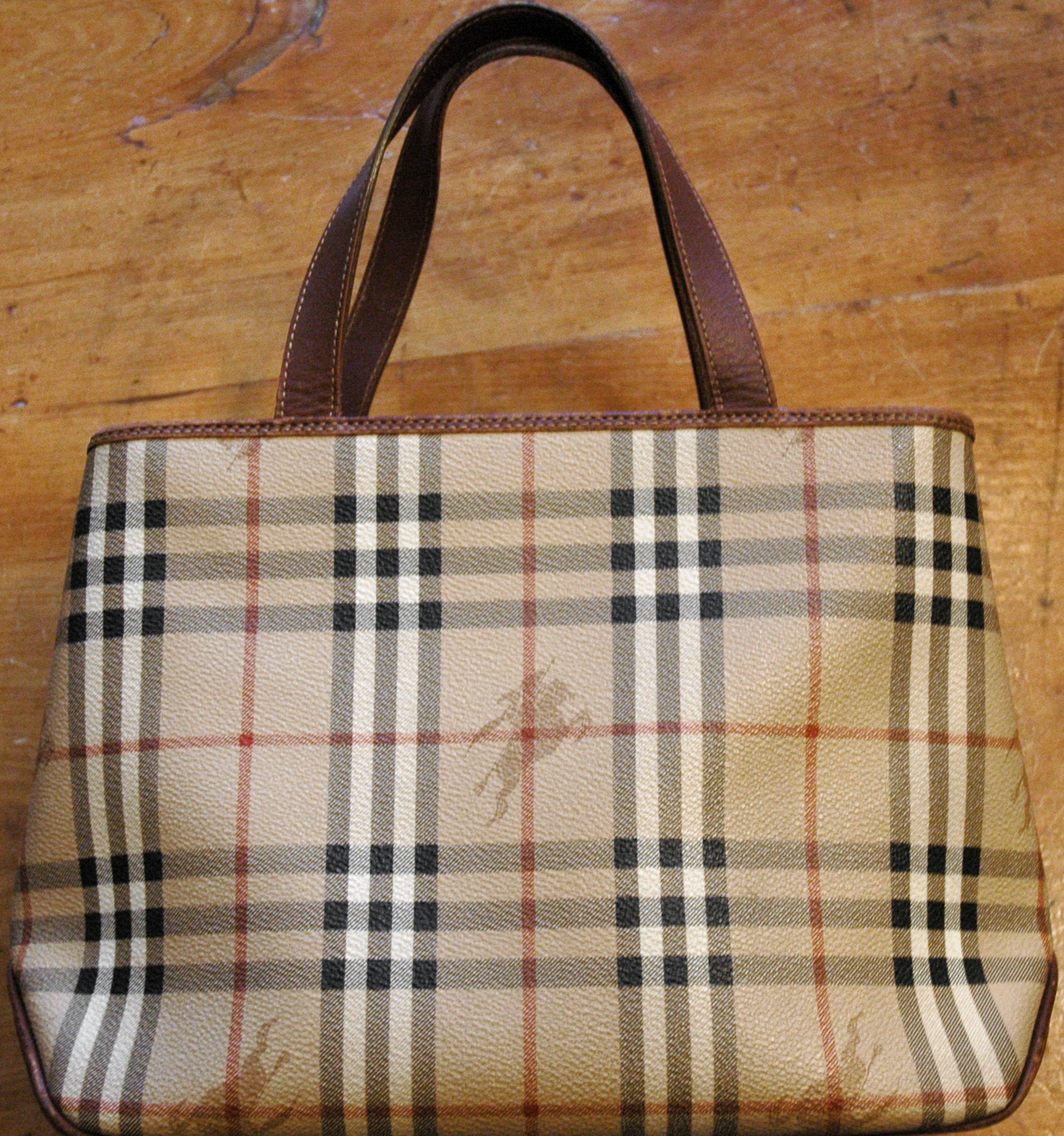
Сумочка Burberry

Аксессуар в одежде — в теории моды это предмет, используемый для дополнения внешнего вида или стиля и наиболее подверженный модным тенденциям.
Аксессуары часто выбирают, чтобы завершить наряд и дополнить образ. Они обладают способностью дополнительно выражать личность человека. Термин вошёл в употребление в XX веке.
Большинство аксессуаров производится теми же производителями одежды, за исключением украшений, часов, очков и, в частности, сумок. Однако, особенно в последние годы, количество брендов, которые фокусируют своё производство на аксессуарах или даже на отдельных типах аксессуаров, увеличилось.
Некоторые аксессуары также используются для обозначения принадлежности к определённому культурному или религиозному течению. В этом смысле в качестве аксессуаров также указываются распятия, звезды Давида или тюрбаны.

## Типы

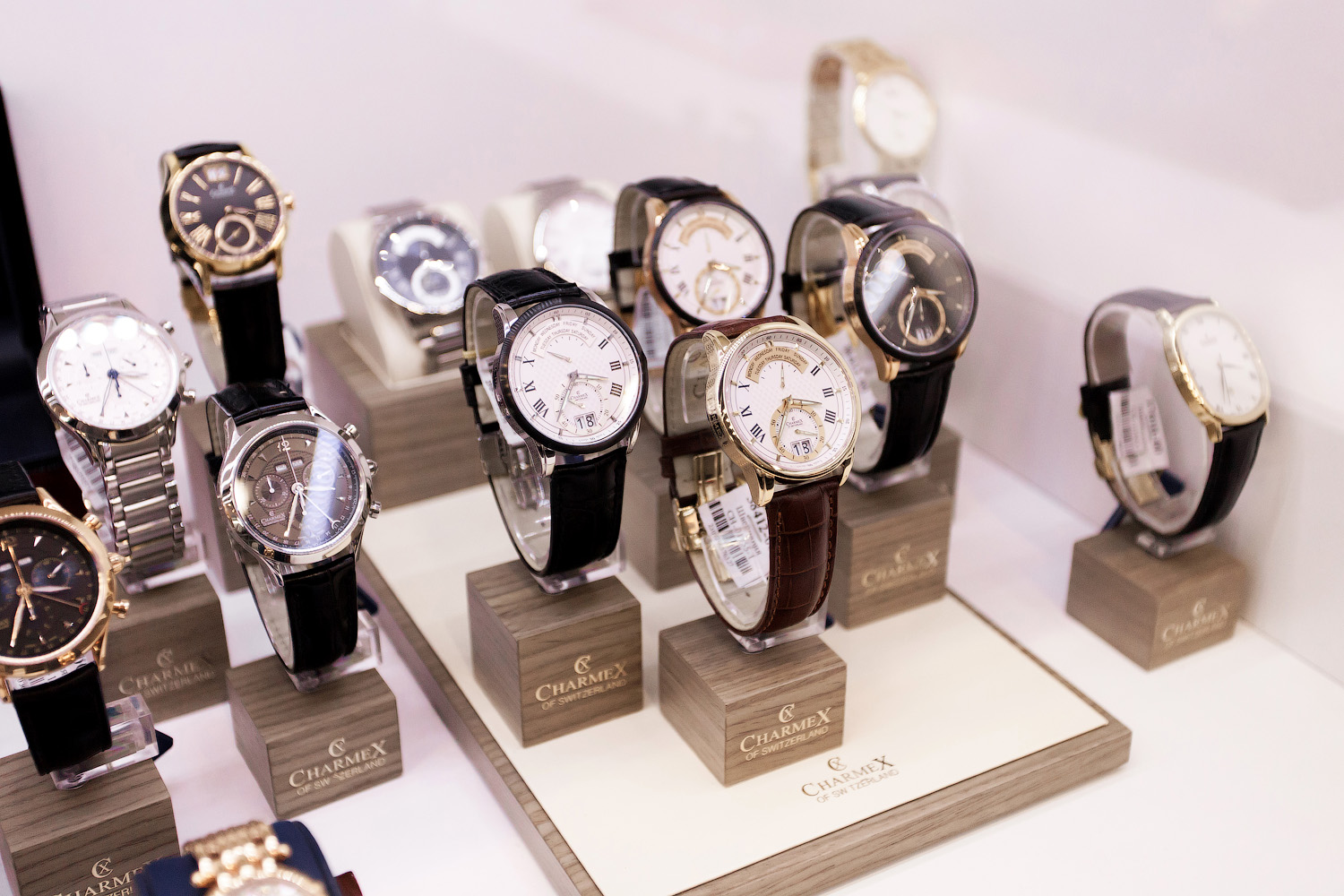
Часы — это один из видов модного аксессуара

Аксессуары в одежде можно условно разделить на 2 основные категории — те, которые носят, и те, которые носятся.
Традиционно носимые аксессуары включают кошельки и сумочки, ручные вееры, зонтики, кошельки, трости и церемониальные мечи
Аксессуары, которые носятся:  галстуки, связи, шляпы, шляпки, ремни и подтяжки, перчатки, муфты, ожерелье, браслеты, часы, очки, пояса, платки, шарфы, носки, булавки, пирсинг, кольца и чулки.
Тип аксессуара, который человек выбирает, может определяться несколькими факторами, в том числе конкретным контекстом того, куда человек собирается. Экономический статус человека, религиозное и культурное происхождение также могут быть определяющими факторами для выбора того или иного аксессуара в одежде.

## История
В XIV веке появились такие аксессуары, как ажурные зонтики, букеты живых цветов в руках у дам, вееры и причудливые шляпы.
Эпоха романтизма — первая половина XIX века ввела в моду на расшитые бисером аксессуары для мужчин. Образцы вышивки гарусом на мужских аксессуарах — очёчниках, записных книжках, бумажниках, кисетах публиковались в домашних журналах. Этот приём автоматически возводил аксессуар в фетиш мужской романтики и демонстрировал отменный вкус обладателя.
В викторианской моде аксессуары, такие как вееры, зонтики и перчатки, служили для идентификации в обществе, женщины вели неспешный образ жизни. Следовательно, женщины часто использовали перчатки, чтобы прикрыть руки и замаскировать любые следы родов.
С 2000-х годов некоторые предметы, которые обычно не считаются частью одежды, такие как мобильные телефоны или MP3-плееры, также были включены в категорию аксессуаров. В глянцевых изданиях Голливуда понятие аксессуара распространилось и на некоторые типы маленьких собак.